# Bertel Backman
Bertel Fredrik Aulis Backman (* 10. Juni 1905 in Tampere; † 7. Februar 1981 ebenda) war ein finnischer Eisschnellläufer.
Backman, der für den Tampereen Pyrintö startete, wurde im Jahr 1922 finnischer Juniorenmeister und im Jahr 1926 Achter bei der finnischen Meisterschaft im Mehrkampf. Im Winter 1926/27 errang er bei der Mehrkampf-Weltmeisterschaft in Tampere den zehnten Platz und bei der finnischen Meisterschaft den vierten Platz. Im folgenden Jahr holte er bei der finnischen Meisterschaft Bronze und lief bei der Mehrkampf-Weltmeisterschaft in Davos auf den neunten Platz. Bei den Olympischen Winterspielen 1928 in St. Moritz belegte er den 13. Platz über 5000 m sowie den achten Rang über 500 m. In den folgenden Jahren lief er bei der finnischen Meisterschaft 1929 auf den zweiten Platz und 1931 auf den siebten Rang. 

## Persönliche Bestleistungen
| Disziplin | Zeit        | Datum           | Ort   |
| --------- | ----------- | --------------- | ----- |
| 500 m     | 44,4 s      | 4. Februar 1928 | Davos |
| 1000 m    | 1:49,0 min  | 2. März 1930    | Lahti |
| 1500 m    | 2:22,8 min  | 4. Februar 1928 | Davos |
| 5000 m    | 8:56,2 min  | 4. Februar 1928 | Davos |
| 10000 m   | 18:09,8 min | 4. Februar 1928 | Davos |